# Dendrofili
Dendrofili (af græsk dendron, træ og philia kærlighed, venskab) er en sjælden parafili der giver sig til udtryk i en følelse af seksuel tiltrækning til træer. Det ses undertiden, at mandlige dendrofile gnubber kønsorganerne mod træbark, mens kvindelige dendrofile kan anvende grene ved penetrering (masturbation). 